# Rayon de la mort
Pour les articles homonymes, voir Le Rayon de la mort.

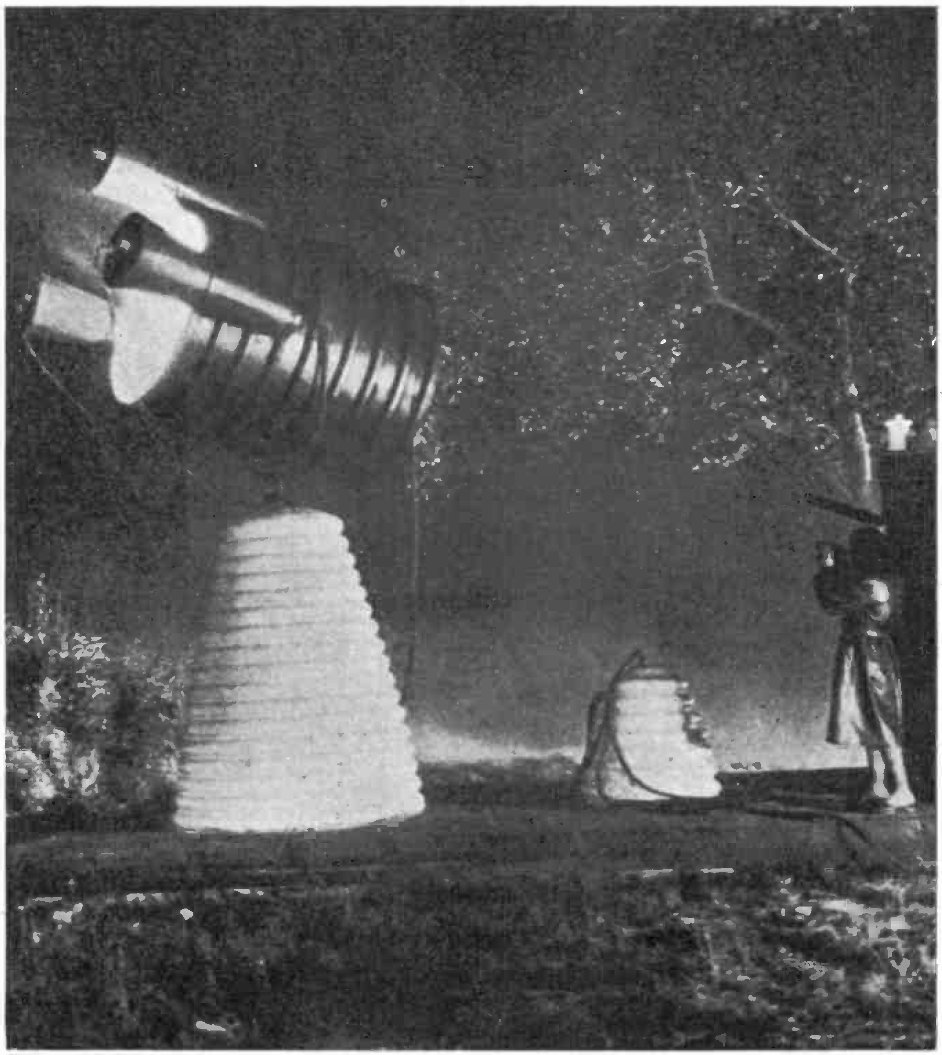
Photographie du soi-disant rayon de la mort « inventé » par Harry Grindell Matthews, 1925.

Le rayon de la mort est un thème récurrent en science-fiction : il s'agit d'une arme projetant de l'énergie de façon dirigée, permettant de détruire un être humain ou un objet. Dans la science-fiction, il apparaît le plus souvent sous la forme d'un pistolet laser.

## Historique
Ce concept de destruction à distance par rayonnement semble remonter à Archimède ; une légende contestée prétend qu'il se serait servi de miroirs pour concentrer la lumière du soleil et ainsi mettre le feu à des navires ennemis qui attaquaient la ville de Syracuse.
Au XXIe siècle, malgré les progrès scientifiques et techniques, il est toujours difficile de créer un rayon de la mort, étant donné que chaque arme de ce genre serait bien trop gourmande en énergie pour reproduire ne serait-ce que le même potentiel destructeur qu'un pistolet normal. Cependant, les recherches se poursuivent, principalement autour du laser.
Des armes aveuglantes au laser ont pu être mises au point ces dernières années, mais elles ont été interdites avant même que leur production ne passe à une échelle industrielle (une première dans l'histoire de l'armement si l'on excepte l'interdiction de l'arbalète par la papauté, qui ne fut alors pas observée),.
Actuellement la seule arme, encore au stade expérimental, se rapportant à ce type est le système ABL qui consiste en un laser monté dans le nez d'un Boeing 747 destiné à détruire les missiles balistiques lors de leur phase d'accélération uniquement, soit dans les minutes qui suivent le lancement.

## Dans la culture

### Cinéma
Dans Le Rayon de la mort de Lev Koulechov et Vsevolod Poudovkine (1925), l'ingénieur soviétique Podobed met au point un appareil produisant un rayon énergétique puissant, de type laser.
Dans Fantômas de Jean Sacha (1947), Fantômas veut utiliser cette arme pour tuer un million de parisiens.
Docteur Mabuse et le Rayon de la mort de Hugo Fregonese et Victor De Santis (1964) met en scène le Dr Mabuse, criminel convoitant un rayon de la mort.

### Littérature

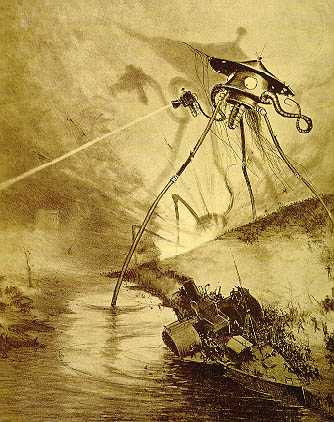
Illustration d'un tripode dans La Guerre des mondes, l'édition belge de 1906 signée Henrique Alvim Corrêa.

Parmi les armes, techniquement plus avancées que celles des humains, que possèdent les envahisseurs venus de Mars dans le roman de science fiction La Guerre des Mondes de Herbert George Wells figure en bonne place un « rayon ardent » dévastateur capable de détruire un navire de guerre cuirassé (l'arme la plus puissante connue du genre humain à la date de parution du roman en 1898)
Dans le roman Ombre sur le Thibet de Paul Alpérine (1945), l'ingénieur Siegfried Rüdiger met au point un rayon de la mort. C'est une arme produisant un rayon de radium, qui frappe « non pas à la manière de la foudre, mais comme la flamme persistante d'un immense chalumeau oxhydrique ».

### Bande dessinée
Dans Le Rayon super-gamma, histoire de la série Jean Valhardi d'Eddy Paape et Jean-Michel Charlier (1954), il est question d'un émetteur de radioactivité.
La Jonque céleste, histoire de la série Yoko Tsuno de Roger Leloup (1998), met en scène un appareil complexe composé de lentilles utilisé dans la Chine du XIe siècle pour brûler les voiles des bateaux qui ne payaient pas le passage.
Le héros de Le Rayon de la mort (en) de Daniel Clowes (2004), Andy, utilise cette arme désintégratrice contre ses ennemis.